# Wolfsburg (Mülheim an der Ruhr)

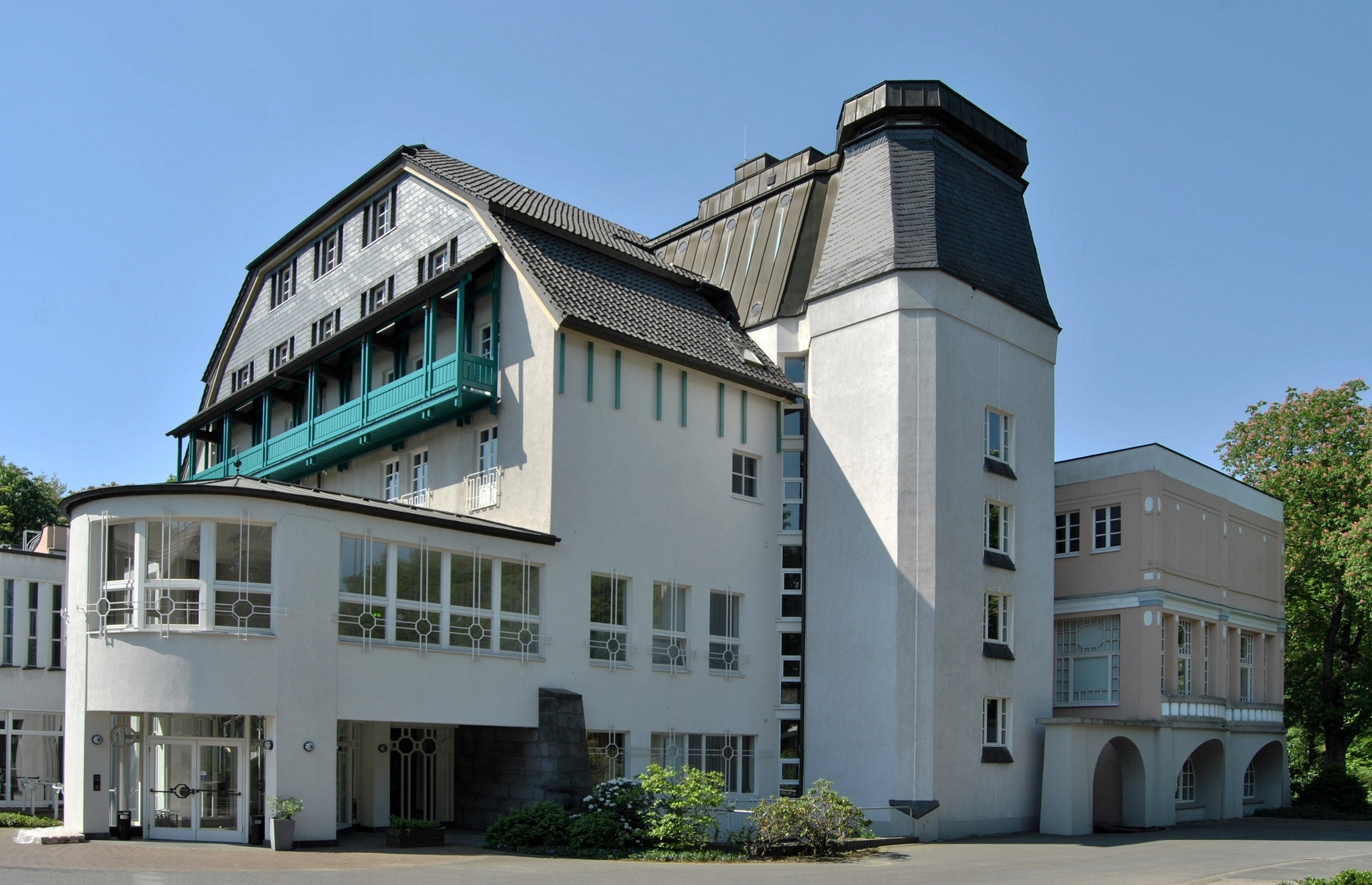
Katholische Akademie „Die Wolfsburg“

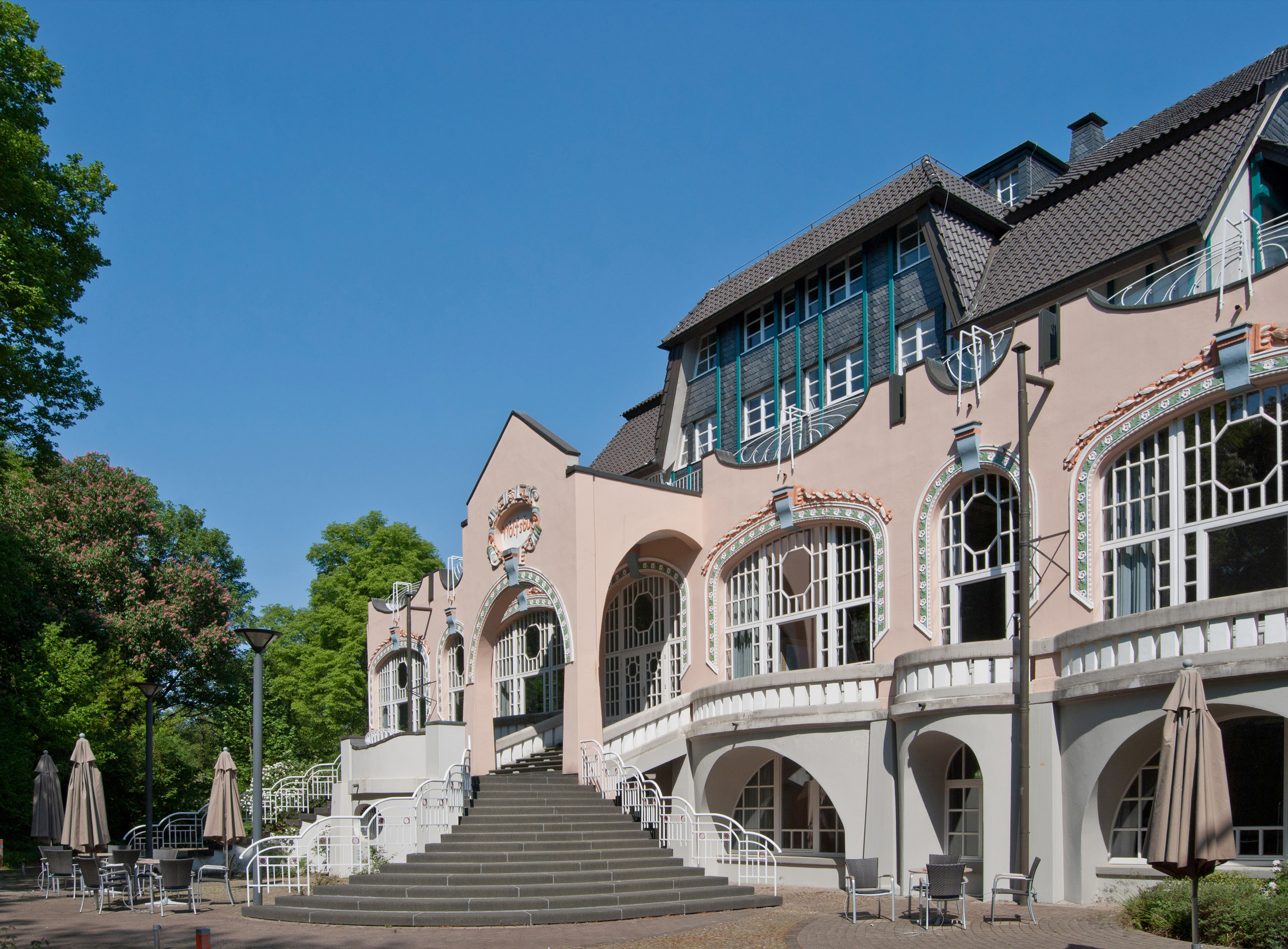
Denkmalgeschützte Jugendstilanlage von 1906 an der Südseite (beide 2011)

Die Wolfsburg in Mülheim an der Ruhr ist ein Tagungshaus und die Akademie des Bistums Essen.

## Geschichte
Im Jahr 1906 erbaut, diente die Wolfsburg zunächst als Kur- und Waldhotel des Solebades Raffelberg in Mülheim an der Ruhr. Der Name Wolfsburg geht darauf zurück, dass bis zum Anfang des 19. Jahrhunderts Wölfe in den umliegenden Wäldern gelebt haben sollen. Deshalb wurde auch die nördlich des Anwesens liegende Anhöhe zwischen Monning und heutigem Klöcknerweg um die 1830er Jahre von „Stammsberg“ in „Wolfsberg“ umbenannt. Das Anwesen liegt an der Grenze zum Duisburger Stadtgebiet. 
Das im Heimatstil mit starken Jugendstilelementen im Sinne der Gartenstadtbewegung entworfene Gebäude wurde 1906 zunächst als feudaler Sommersitz der aus Duisburg stammenden Brauereifamilie Böllert geplant, dann aber als Hotel und Ausflugslokal genutzt.
In der Rhein- und Ruhrzeitung vom 20. Juli 1906 wurde das damals noch auf allen Seiten von Wald umgebene Anwesen sogar als Kurhaus bezeichnet:
„Das auf der Waldhöhe südlich der Monning von Herrn Böllert errichtete Kurhaus schreitet in seiner Ausführung rüstig vorwärts. Die ganze Bauausführung lässt darauf schließen, dass das imposante Bauwerk allen modernen Anforderungen entsprechen wird. Die Lage ist außerordentlich glücklich gewählt. Auf einer weithin sichtbaren Höhe des Duisburger Waldes gelegen, bildet der Bau ein wirksames Gegenstück zu dem gegenüberliegenden Aussichtsturm auf dem Kaiserberge. Von den hoch oben an der West- und Ostgiebelseite angebrachten Balkonen bietet sich dem Beschauer ein so herrliches Panorama der weiten Waldungen mit ihren Spazierwegen, wie von kaum einem anderen Punkte in der Nähe.“
Kurzzeitig wurde die Anlage als Ausweichstätte für das Solbad Raffelberg genutzt, welches durch Bauverzögerungen später als erwartet öffnen konnte. 
Die Wolfsburg war ein beliebtes Hotel und Ausflugslokal im Speldorfer Wald für Gäste aus der Umgebung, zumal man von der Ruhr auf Eseln hochreiten konnte. Im Wald westlich der Wolfsburg hatte man am Wolfsburgweg für die Ausflügler am Quellgebiet des Weißbaches einen kurzen Spazierweg mit Forellenteich angelegt, der das Lokal zudem mit frischem Fisch versorgte. Der heute versteckt im Wald liegende Teich ist seit dem Zweiten Weltkrieg dem Verfall überlassen. 

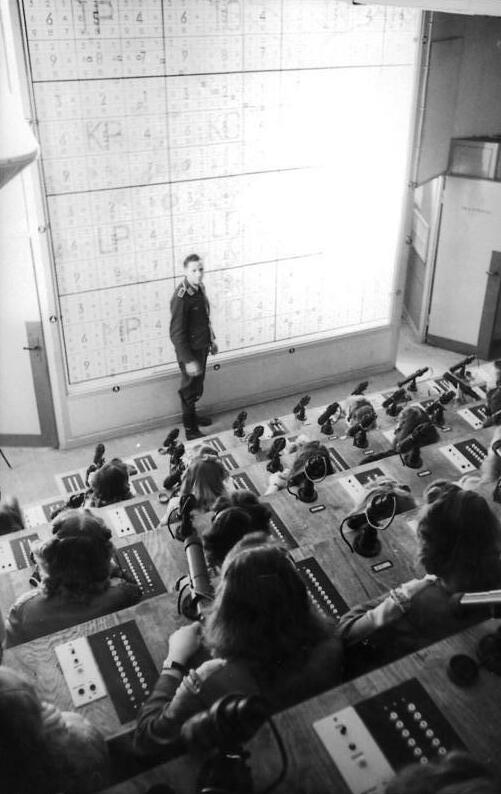
„Konaja“ Gefechtsstand im Bunker der Wolfsburg 1942–1945

Während des Zweiten Weltkriegs verlegte man mit Beginn der Luftangriffe auf das Ruhrgebiet ab etwa Mai 1942 die zuvor in Ratingen stationierte Verwaltung der 4. Flak-Division in das Gebäude der Wolfsburg. Zeitgleich baute man im Wald neben dem Haus einen großen, heute gesprengten Bunker, in dem der Gefechtsstand (Deckname „Drossel“) der Division eingerichtet wurde. Im der Wolfsburg gegenüberliegenden Haus Hartenfels richtete man im Turm einen Flak-Beobachtungsposten ein. Aufgabe von Beobachtungsposten und Gefechtsstand war die für die sog. Kammhuber-Linie entwickelte Kombinierte Nachtjagd („Konaja“), bei der Flak und Jagdflugzeuge koordiniert gegen anfliegende Bombergeschwader eingesetzt wurden. Trotz ihrer strategischen Bedeutung wurden die Gebäude nicht von Bomben getroffen. 
Nach Kriegsende im Mai 1945 diente das Haus zunächst als Unterkunft für britische Offiziere. 
1958 wurde die Immobilie vom neugegründeten Bistum Essen erworben. Seit 1960 ist die Wolfsburg Katholische Akademie, ein Haus für Erwachsenenbildung und Soziale Bildung des Bistums Essen.
Anfang der 1990er Jahre wurde die Wolfsburg kernsaniert und zum heutigen modernen Tagungsort umgebaut. Die denkmalgeschützten Fassaden blieben erhalten, die Jugendstil-Fenster wurden originalgetreu nachgebaut. In den Jahren von 2009 bis 2012 wurden gemäß der gestiegenen Ansprüche der Gäste alle Gästezimmer und Tagungsräume nochmals grundlegend renoviert und mit aktueller Technik versehen. Seitdem entwickelt sich die Wolfsburg immer weiter zu einem modernen Tagungszentrum in der Rhein-Ruhr-Region.
2013 wurde die Kapelle der Wolfsburg nach Entwürfen unter anderem von Prior Abraham Fischer OSB neu gestaltet, inspiriert von biblischen Aussagen zum Motiv „Licht“ (Jes 60,1  und viele weitere Bibelverse). 2380 Alabasterscheiben einer parabelförmigen Wand reflektieren das Licht in der Kapelle.
Die Akademie Die Wolfsburg beschäftigt heute rund 50 Mitarbeiter (Stand 2025). Sie wird von Judith Wolf geleitet.